# L'Anglaise et le Duc
Pour plus de détails, voir Fiche technique et Distribution.
L'Anglaise et le Duc est un film franco-allemand d'Éric Rohmer sorti en 2001. C'est une adaptation des mémoires de Grace Elliott dans lesquelles l'auteur, une aristocrate anglaise vivant à Paris proche de Philippe Égalité, raconte la manière dont elle a vécu la Révolution française. Après La Marquise d'O… (1976) et Perceval le Gallois (1978), c'est le troisième film historique d'Éric Rohmer.
Pour la première fois, Éric Rohmer a recours au numérique. Il l'utilise de manière novatrice en demandant à un peintre de réaliser des toiles représentant fidèlement le Paris de la fin du XVIIIe siècle et en utilisant ces toiles comme décor pour les scènes extérieures filmées sur fond vert.

## Synopsis
13 juillet 1790, à la veille de la fête de la Fédération, un an après la prise de la Bastille. Philippe Égalité, duc d'Orléans, de retour d'un voyage en Angleterre, rend visite à la comtesse écossaise Grace Elliott, autrefois sa maîtresse et aujourd'hui une amie dévouée. Le duc soutient la révolution et affiche son mépris pour le roi Louis XVI, mais il a des craintes pour l'avenir. Il conseille vivement à la comtesse de retourner dans son pays d'origine. Elle est fidèle à la Couronne et n'a pas l'intention de quitter la France.
10 août 1792. Deux ans plus tard. Le peuple de Paris prend d'assaut les Tuileries et Louis XVI est emprisonné avec sa famille dans la Tour du Temple. La chasse aux nobles s'intensifie, la ville est en ébullition. La comtesse décide de se réfugier dans la résidence de campagne de Meudon. Comme il est impossible de se déplacer en carrosse, elle marche, accompagnée de sa servante, dans les rues encombrées de cadavres. Épuisée, effrayée, les pieds endoloris, elle arrive enfin à destination tard dans la nuit.
3 septembre 1792. Des bandes organisées prennent d'assaut les prisons pour tuer les prisonniers politiques. Grace est appelée au secours du marquis de Champcenetz, ancien gouverneur des Tuileries, blessé et traqué, par un ami de la ville. En traversant le centre de Paris, elle assiste à un terrible spectacle : au sommet d'une pique, la tête de la princesse de Lamballe, confidente de la reine Marie-Antoinette, est portée en trophée par les rebelles. Accueilli par de Champcenetz dans sa maison, il la cache sous son lit lors d'une perquisition. Le duc ne cache pas son hostilité à l'égard de la réfugiée, avec laquelle il a eu des différends dans le passé, mais par amitié pour Grace, il l'aide à se réfugier en Angleterre.
Janvier 1793. Le roi est en procès. Le duc de Biron, haut officier girondin révoqué de force, se rend chez Grace sous prétexte de faire lire ses papiers, en réalité pour rencontrer Orléans, député jacobin à la Convention : Grace et lui tentent de le convaincre de sauver le roi, dont il est le cousin. Le dimanche soir, la comtesse est invitée par de Biron à l'hôtel Saint Marc où il réside. Avec le général Dumouriez, également Girondin, et Madame Laurent, ils attendent les résultats du procès. Un messager apporte la nouvelle que le duc a voté en faveur de la condamnation de Louis XVI. Le 21 janvier, le roi est guillotiné. Grace suit l'exécution depuis la terrasse du château de Meudon.
Mars, avril 1793. Le Tribunal révolutionnaire est créé et bientôt Grace et le duc sont eux aussi victimes de la Terreur. Le duc, isolé et en disgrâce depuis que son fils Philippe a suivi le général Dumouriez, qui s'est réfugié dans l'archiduché d'Autriche pour se sauver des accusations de ses ennemis et a donc été considéré comme un ennemi de la Révolution, est arrêté et guillotiné en novembre. Grâce, arrêtée et convoquée devant un tribunal populaire, est libérée une première fois grâce à l'intervention de Robespierre ; la seconde fois, dans l'attente de sa condamnation, alors que ses codétenus, dont Biron, sont tués les uns après les autres, elle est sauvée grâce à la chute de Robespierre lui-même.

## Fiche technique
- Titre original : L'Anglaise et le Duc
- Réalisation : Éric Rohmer
- Scénario : Éric Rohmer, d'après le récit Journal de ma vie durant la Révolution Française de Grace Elliott
- Décors intérieurs : Antoine Fontaine
- Décors extérieurs : Jean-Baptiste Marot
- Costumes : Gilles Bodu-Lemoine, Pierre-Jean Larroque, Maritza Reitzman
- Photographie : Diane Baratier
- Son : Pascal Ribier
- Montage : Mary Stephen
- Musique : Bécourt, François-Joseph Gossec
- Production exécutive : François Ivernel, Romain Le Grand, Léonard Glowinski
- Production déléguée : Françoise Etchegaray
- Production associée : Pierre Rissient et Pierre Cottrell
- Sociétés de production : 
  -  Compagnie Eric Rohmer, Pathé Image Production, France 3 Cinéma
  -  KC Medien
- Société de distribution : Pathé
- Pays de production :  France,  Allemagne
- Format : couleur — Betacam numérique kinescopé en 35mm[1] — 1,77:1 — son DTS
- Genre : historique
- Durée : 129 minutes
- Date de sortie :
  - France : 5 septembre 2001
  - Québec : 22 mars 2002

## Distribution
- Jean-Claude Dreyfus : le duc d'Orléans
- Lucy Russell : Grace Elliott
- Alain Libolt : le duc de Biron
- Charlotte Véry : Pulchérie, la cuisinière
- Daniel Tarrare : Justin, le portier
- Rosette : Fanchette
- Léonard Cobiant : Champcenetz
- François Marthouret : Dumouriez
- Caroline Morin : Nanon
- Héléna Dubiel : Mme Meyler
- François-Marie Banier : Robespierre
- Serge Renko : Vergniaud
- Éric Viellard : Osselin
- Michel Demierre : Chabot
- Christian Ameri : Guadet
- Laurent Le Doyen : officier de la section Miromesnil
- Georges Benoît : président de la section Miromesnil
- Serge Wolfsperger : adjoint de la section Miromesnil
- Jean-Louis Valero : chanteur des rues
- Hervé-Axel Colombel : badaud au Couvent des Carmes
- Gérard Martin : badaud au Couvent des Carmes
- Marie Rivière : Mme Laurent
- Henry Ambert : employé de la mairie de Meudon
- Charles Borg : officier de Vaugirard
- Claude Koener : officier de Vaugirard
- Jean-Paul Rouvray : officier de Vaugirard
- Anne-Marie Jabraud : Mme de Gramont
- Isabelle Auroy : Mme du Châtelet
- Michel Dupuy : le portier rue de Lancry
- Pascal Ribier : un soldat

## Bande originale
- Ah ! ça ira et La Carmagnole de Claude Balbastre interprétés par Jean-Louis Valero
- "Marche lugubre" de François-Joseph Gossec, interprétée par l’Orchestre de La Grande Écurie et la Chambre du Roy, dirigé par Jean-Claude Malgoire.

## Production

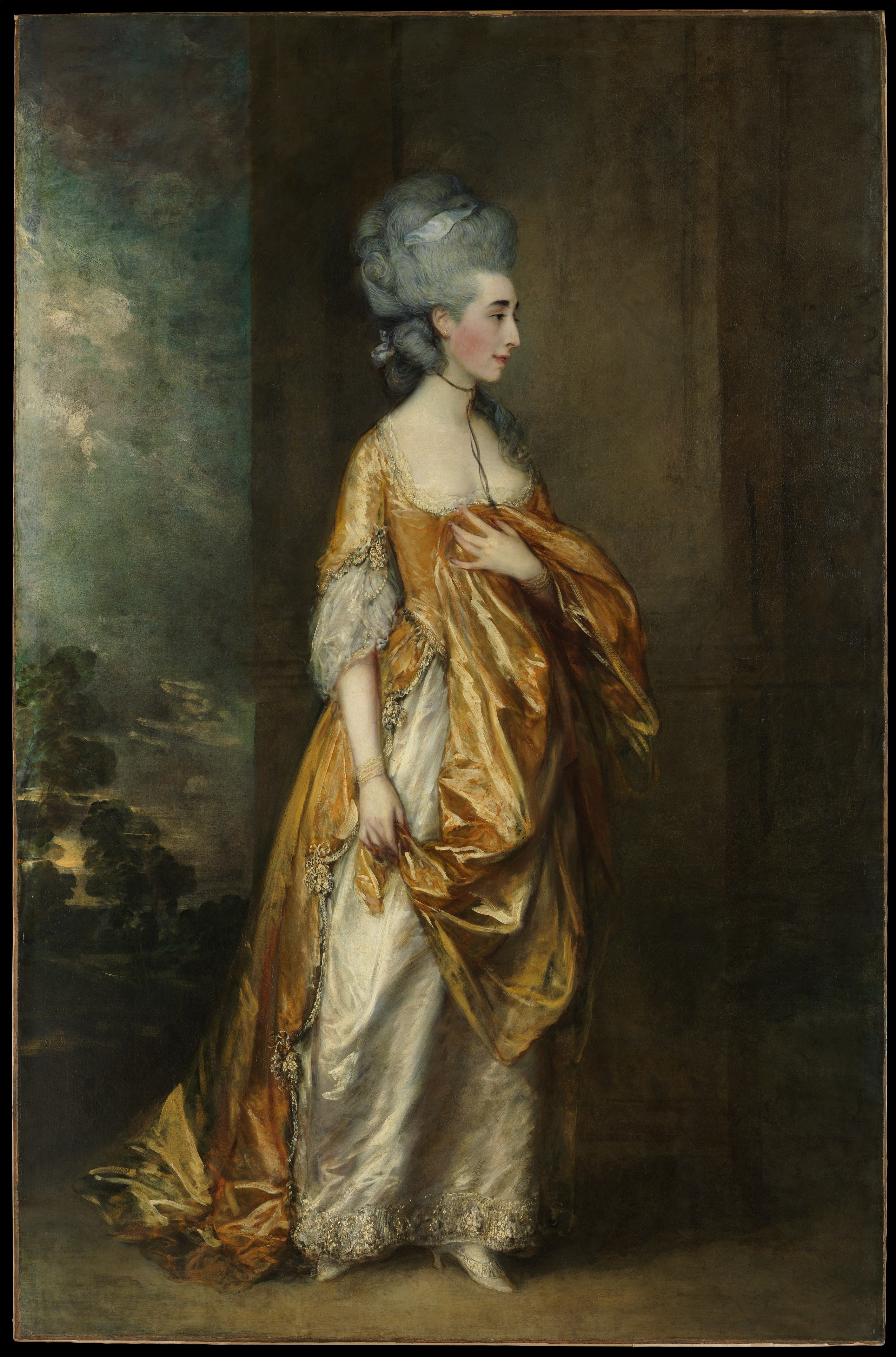
Portrait de Grace Dalrymple Elliott (1754–1823) par Thomas Gainsborough.

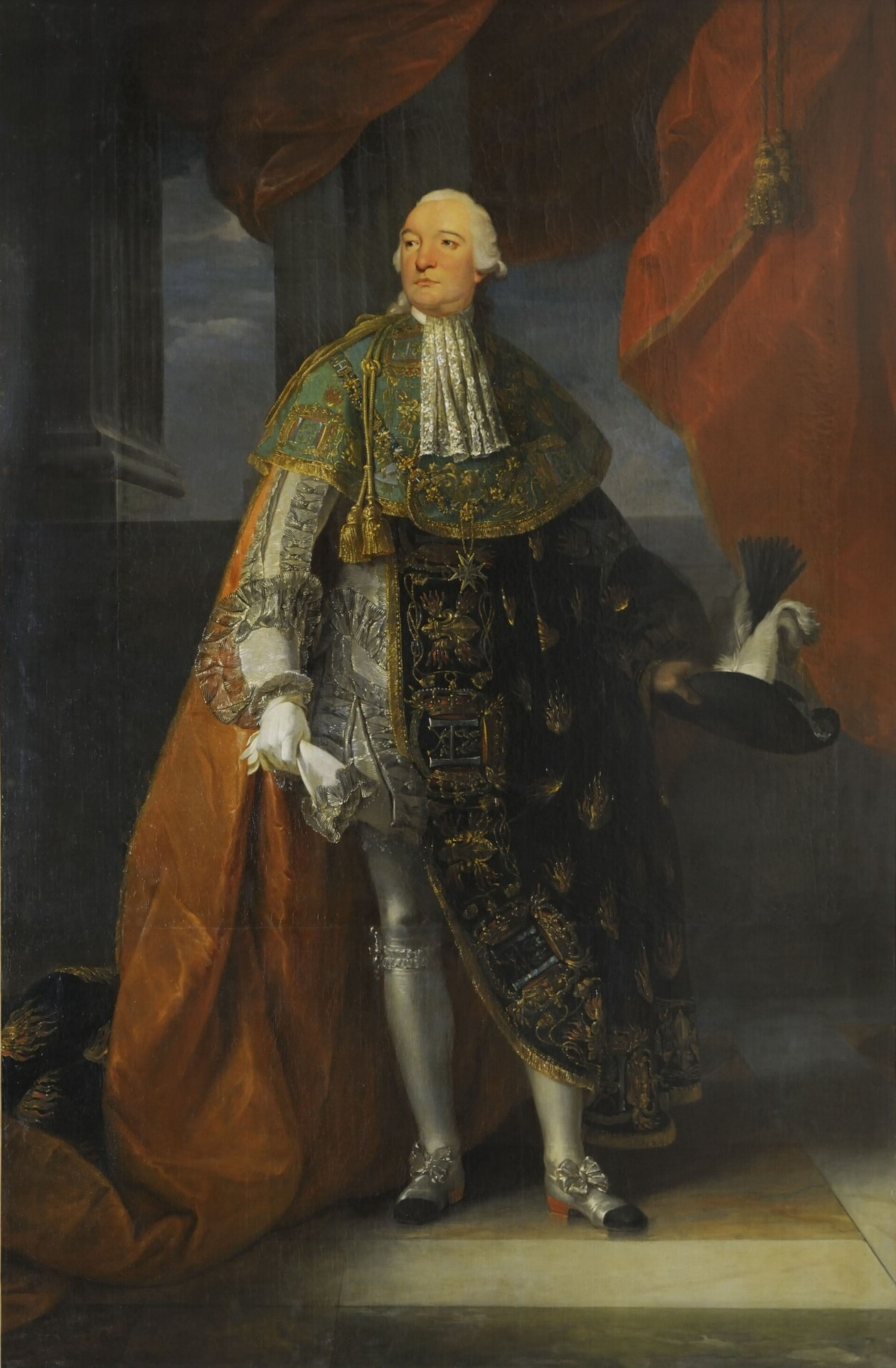
Portrait de Philippe-Égalité par Antoine-François Callet.

### Genèse du projet
Après La Marquise d'O... (1976) et Perceval le Gallois (1978), c'est le troisième film historique d'Éric Rohmer.
Rohmer a l'habitude de travailler avec des moyens légers et de petits budgets. Pour ce film, il a besoin d'un budget plus important (40 millions de francs, soit 6 millions d'euros).

### Adaptation
Le scénario ne reprend qu'une partie des Mémoires de Grâce Elliott et s'arrête au moment de sa libération en 1793. Rohmer n'a pas repris le récit de sa vie en prison, et recentré l'intrigue sur la relation de Grâce Elliott et du duc d'Orléans. Par ailleurs, il a aussi ajouté des développements. Il a notamment imaginé les détails de la traversée de Paris pour aller à Meudon.

### Décor et méthode de tournage
Pour reconstituer le Paris de l'époque de la Révolution, Rohmer a demandé au peintre Jean-Baptiste Marot de réaliser des toiles représentant les rues de Paris

## Analyse

### Thématiques
Même s'il s'agit d'un film historique, on retrouve dans ce film des thèmes récurrents de Rohmer comme l'opposition entre Paris et la banlieue.

## Accueil critique
Le réalisateur Philippe Garrel a adoré ce film. Dans un entretien aux Inrockuptibles en 2011, il déclare avoir trouvé ce film bien meilleur que celui qu'il venait de faire à l'époque : « De Rohmer, j’adore L'Anglaise et le Duc. Je l’ai vu après le tournage de Sauvage innocence, et comme ça m'arrive toujours je tombe sur un film que je trouve bien meilleur que celui que je viens de faire. Cette année-là, c’était L'Anglaise et le Duc. »

« On laissera à chacun la liberté de juger si le régicide et la Terreur qui s'ensuivit furent une libération, une horreur ou un passage nécessaire. L'Anglaise et le Duc a au moins le mérite de provoquer un débat jusque-là rarement entamé. Mais dans le fond, et l'intérêt principal du film vient de là, il s'intéresse moins à défendre tel ou tel camp qu'à montrer l'ambiguïté et les compromissions propres à chacun, dès lors que le sentiment s'en mêle. Il n'y a pas plus de sentiment pur que d'engagement irréprochable. Ce serait la thèse du film, si thèse il y avait.[...]
Avec cette Révolution française en "live", Rohmer donne carrément l'impression d'avoir inventé un film d'avant le cinéma, une émission d'avant la télévision, où les participants seraient à la fois les vrais acteurs et les commentateurs de l'Histoire. »

— Télérama, Jacques Morice, 5 septembre 2001

« Mais là où les studios nippons partent du virtuel pour tendre vers un réalisme maximal, là où Spielberg rend ses dinosaures les plus vraisemblables possible, Rohmer ne cherche jamais à dissimuler l’artifice de ses incrustations, expose à vue le mélange d’éléments réels, picturaux et virtuels. D'où un aspect bidouillage qui renvoie aux premiers bricolages de Méliès, un côté merveilleux qui évoque les diverses expériences du précinéma, de la lanterne magique à Émile Reynaud. D'où aussi une honnêteté fondamentale, quasi enfantine par rapport aux subterfuges techniques du film, comme si Rohmer nous disait "Tout cela est truqué, le réalisme strict est ici impossible, mais allez, on dirait qu’on est en 1790, au milieu du peuple de Paris".[...] Cela dit, L’Anglaise et le Duc ne saurait être réduit à un simple prototype expérimental ou à un pur objet de colloque sur le réalisme et la vérité. Mettant en scène une héroïne prise dans les tourments de l’Histoire, le film est avant tout une affaire de survie et de suspens, peuplée par des personnages complexes, traversée par des liens d’amour, d’amitié et de trahison, bref, tout ce qui fait les grandes fictions romanesques, avec en sus un important arrière-plan historique. »

— Les Inrocks, Serge Kaganski

## Distinctions
- 2002 : nommé pour le César des meilleurs costumes, Pierre-Jean Larroque
- 2002 : nommés pour le César des meilleurs décors, Antoine Fontaine et Jean-Baptiste Marot
- 2001 : nommé pour la meilleure réalisation au prix du cinéma européen, Éric Rohmer
- 2002 : meilleur film de l'année 2002 au Pérou[réf. nécessaire]